# Ron Eldard
Ronald Jason Eldard (Long Island, 20 febbraio 1965) è un attore statunitense.

## Biografia
Soprannominato "Ron", Eldard è il secondo di sette figli e sua madre morì in un incidente stradale quando era piccolo. Diplomatosi alla prestigiosa "New York High School for the Performing Arts", debutta nel 1989 nel film True Love con Annabella Sciorra. In seguito prende parte a film come Sleepers di Barry Levinson, Deep Impact di Mimi Leder, Mistery, Alaska di Jay Roach e Black Hawk Down - Black Hawk abbattuto di Ridley Scott. Noto anche per la sua partecipazione alle serie televisiva, E.R. - Medici in prima linea e Blind Justice - Gli occhi della legge, è stato fidanzato con Julianna Margulies, con cui ha lavorato in E.R. - Medici in prima linea e in Nave fantasma.

## Filmografia

### Cinema
- True Love, regia di Nancy Savoca (1989)
- Scent of a Woman - Profumo di donna (Scent of a Woman), regia di Martin Brest (1992)
- Lui, lei, l'altro (Sex & the Other Man), regia di Karl Slovin (1995)
- Una cena quasi perfetta (The Last Supper), regia di Stacy Title (1995)
- Sleepers, regia di Barry Levinson (1996)
- Bastard Out of Carolina, regia di Anjelica Huston (1996)
- Deep Impact, regia di Mimi Leder (1998)
- The Runner, regia di Ron Moler (1999)
- Mistery, Alaska, regia di Jay Roach (1999)
- Black Hawk Down - Black Hawk abbattuto (Black Hawk Down), regia di Ridley Scott (2001)
- Nave fantasma (Ghost Ship), regia di Steve Beck (2002)
- Just a Kiss, regia di Fisher Stevens (2002)
- La casa di sabbia e nebbia (House of Sand and Fog), regia di Vadim Perelman (2003)
- Il colore del crimine (Freedomland), regia di Joe Roth (2006)
- Diggers, regia di Katherine Dieckmann (2006)
- Already Dead - La stanza della vendetta (Already Dead), regia di Joe Otting (2007)
- Super 8, regia di J. J. Abrams (2011)
- Jobs, regia di Joshua Michael Stern (2013)
- Higher Power, regia di Matthew Charles Santoro (2018)

### Televisione
- Svitati in divisa (Bakersfield P.D.) – serie TV, 17 episodi (1993-1994)
- E.R. - Medici in prima linea (ER) – serie TV, 17 episodi (1995-1996)
- Battaglia all'inferno (When Trumpets Fade), regia di John Irvin – film TV (1998)
- Fathers and Sons, regia di Jared Rappaport – film TV (2005)
- Gli occhi della legge – serie TV, 13 episodi (2005)
- Law & Order - Unità vittime speciali (Law & Order: Special Victims Unit) – serie TV, 1 episodio (2009)
- Justified – serie TV, 12 episodi (2013)

## Doppiatori italiani
Nelle versioni in italiano nelle opere in cui ha recitato, Ron Eldard è stato doppiato da:
- Riccardo Rossi in Mistery, Alaska, Il colore del crimine
- Loris Loddi in La casa di sabbia e nebbia, Super 8
- Mauro Gravina in Una cena quasi perfetta
- Marco Bolognesi in E.R. - Medici in prima linea
- Francesco Pannofino in Sleepers
- Vittorio De Angelis in Deep Impact
- Davide Marzi in Black Hawk Down - Black Hawk abbattuto
- Massimo Rossi in Nave fantasma
- Francesco Prando ne Gli occhi della legge
- Alberto Bognanni in Jobs